# موكل (صباح)

تعديل مصدري - تعديل

موكل هي إحدى قرى عزلة صباح بمديرية صباح التابعة لمحافظة البيضاء، بلغ تعداد سكانها 699 نسمة حسب تعداد اليمن لعام 2004.

## المناطق السكنية للقرية
- منطقة الحصن
- منطقة الحاج علي
- منطقة بيت باقة
- منطقة مداقة
- منطقة الركبة
- منطقة الجعدعة
- منطقة المعملة
- منطقة المرباض
- منطقة الغريق
- منطقة دار القرن
- منطقة الخضربة